# Ceratina maai
Ceratina maai är en biart som beskrevs av Shiokawa och Hirashima 1982. Ceratina maai ingår i släktet märgbin, och familjen långtungebin. Inga underarter finns listade i Catalogue of Life.